# De tre venner og Jerry
De tre Venner og Jerry (engelsk: The three friends and Jerry) er en animeret tv-serie, som blev udsendt i USA og på Fox Family , Nickelodeon i Storbritannien og TG4 i Irland. Serien kørte fra fra 1998 til 1999. Det var en svensk/britisk serie af Magnus Carlsson og produceret af Happy Life Productions og TV Loonland. Der blev lavet 39 episoder og kan ses på dansk på DR Ramasjang.

## Plot
Jerry er en ny dreng, der ikke passer med nogen af hans kammerater. Denne serie viser hans forsøg på at forsøge at være en af de tre venner.

## Kritik
Noget af kritikken var bl.a. seksuelle temaer, som i en episode hvor Jerry kigger på Linda, mens hun tager tøj på i pigernes omklædningsrum. Også i introen til De tre venner og Jerry forsøger Jerry at se på pigernes trusser med et spejl. I en anden episode bliver børnene fanget af deres lærer i at se på pornografi på skolens computere. Showet viste også, at børnene laver ulovlige ting som at lave en pengeseddelmaskine og at bryde ind i huse. På grund af disse årsager blev showet kun udsendt omkring et år i USA.

## Figurer
- Jerry – Den nye dreng i byen. Han synes altid at komme op med mærkelige ideer .Han forsøger at have et venskab med Frank, Thomas og Erik. original Stemme af Joona Saastamoinen.
- Frank – Et af børnene, og er skaldet . Han er forelsket i hans kusine Linda. Han forsøger altid at imponere Linda. Stemme af Archie Tripathi.
- Thomas – Et af børnene, og går altid med en stor hue på. Stemme af Axel Östlund.
- Erik – Et af børnene, og spiller altid fodbold. Stemme af Johan Bage.
- Linda – Franks kusine, og hader små børn.
- Mimmi – En datter, der er forkælet af hendes far, Roy Johnson, og er Lindas ven. Stemme af Linnea Hincks.
- Tess – Tonys søster, og Lindas ven og hemmeligt forelsket i Erik.
- Roy Johnson – Mimmis far, og chef i en butik i Carlsonville.
- Monica – Elsker Tony, og arbejder i butikken.
- Tony – Tess bror, og er vild med rockmusik.
- Dick Priest – Han holder øje med byen, så der er lov og orden, og han arbejder i kirken.
- Hr. og Fru Ingrid Bertwhistle – Jerrys naboer.